# 圣洛站
圣洛站是法国的一个铁路车站，位于法国西北部城市，芒什省的省会圣洛。

## 位置
圣洛站位于圣洛市区的西北部，维尔河左岸。车站大致呈南北走向，开口朝东。车站前方为绿地，北侧设有大型的露天停车场。

## 车站历史
圣洛站建于1860年，由当时的法国西部铁路公司建成并运营。19世纪晚期，圣洛站还开通了前往吉尔贝尔维尔方向的铁路，最终于1938年废弃。圣洛站在二战时期受到严重破坏，后按照原有图纸重建。2006年，圣洛—利松段完成了电气化改造，2008年，圣洛站开通了直达巴黎的城际列车，但因客流不佳而最终于2010年停运。
圣洛站所在的利松－朗巴勒铁路属于卡昂－雷恩铁路的重要组成部分。该铁路的部分路段路况较差（特别是阿夫朗什站附近），且因为客流不佳，随时有停运的可能。

## 停靠线路
以下列车线路在圣洛站停靠：
| 圣洛站列车线路表 |      |               |                 |              |
| 线路             | 车种 | 上一站        | 下一站          | 大致运行频率 |
| 卡昂—雷恩        | TER  | 利松          | 卡朗蒂伊/库唐斯 | 每天2~4趟    |
| 卡昂—库唐斯      | TER  | 利松          | 卡朗蒂伊/库唐斯 | 每天5趟左右  |
| 卡昂—格朗维勒    | TER  | 利松          | 库唐斯          | 每周2趟左右  |
| 卡昂—圣洛        | TER  | 利松/埃贝尔桥 | （终点）        | 每天5趟左右  |
| 1. 2.            |      |               |                 |              |

## 配套交通

### 长途客车
圣洛站对应的大巴车上下车地点位于车站北侧，是一个很小的停车坪，出站后左前方即可看见。
| 停靠圣洛站的大巴车 |                      |                                                                                           |
| 上下车地点         | 运营单位             | 主要目的地                                                                                |
| 圣洛站门口         | 芒什省城际客运 Manéo | 瑟堡、瓦洛尼、卡朗唐勒马莱、格朗维勒、库唐斯、阿夫朗什                                    |
| 圣洛站门口         | SNCF                 | 利宋、库唐斯、格朗维勒 当某条铁路线施工或罢工时，SNCF可能会提供途径该线路沿途站点的大巴车 |
| 1. 2. 3.           |                      |                                                                                           |

### 市内交通
| 圣洛站附近的公交线路 |                                  |           |
| 公交车站名称         | 位置                             | 停靠线路  |
| SNCF                 | 圣洛站门口                       | 1路、5路  |
| Alsace Lorraine      | 圣洛站南侧（仅进城方向单向设站） | 1路、S4路 |
| 1.                   |                                  |           |

## 临近车站
| 圣洛站（Gare de Saint-Lô）     |                  |                     |
| 上行车站                       | 线路             | 下行车站            |
| 埃贝尔桥站 8.1km ←             | 利宋－朗巴勒铁路 | 卡朗蒂伊站 → 13.3km |
| - 本表仅显示运营中的线路及车站 |                  |                     |